# Weissensee

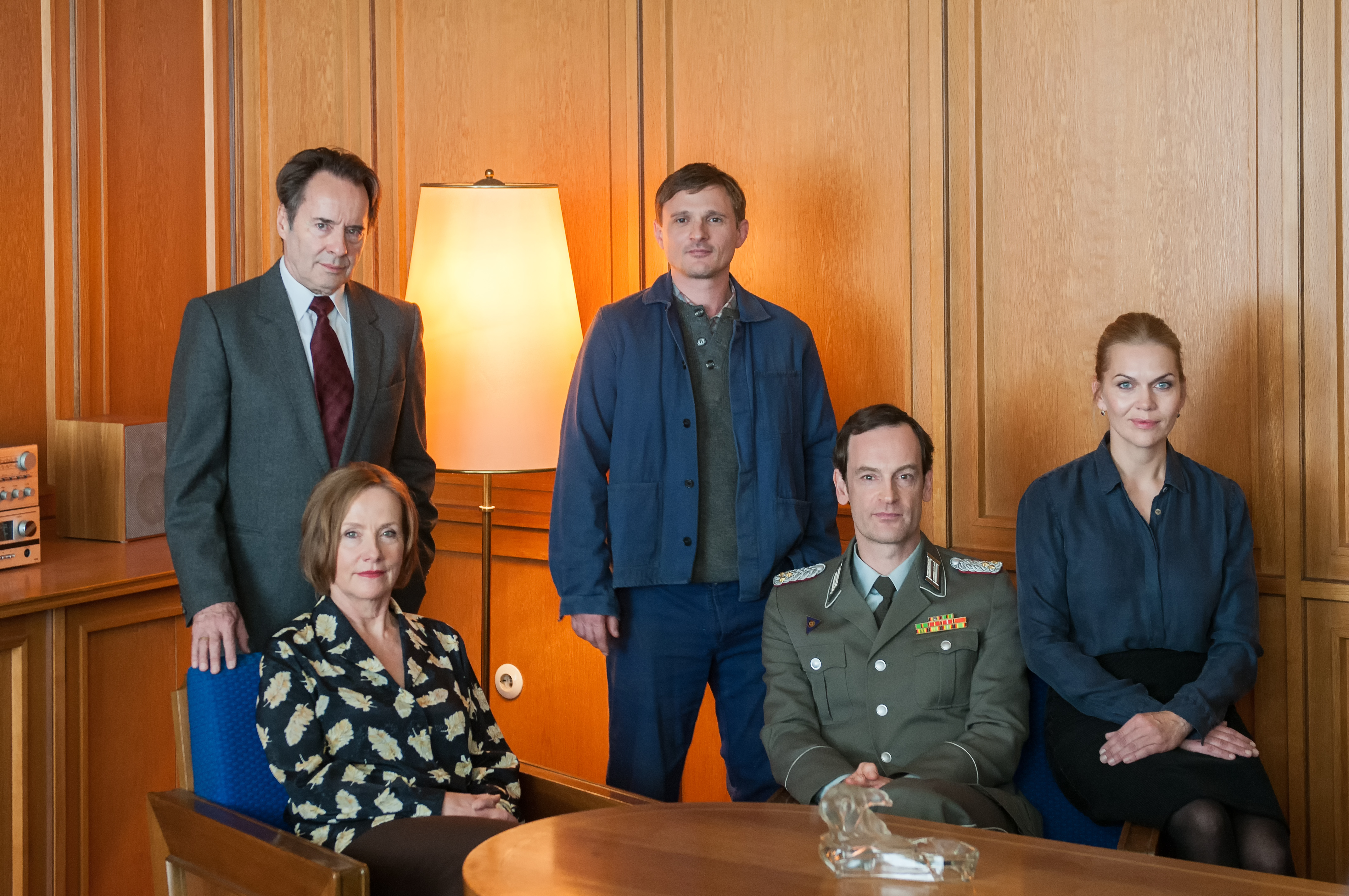
Familie Kupfer im Büro von Erich Mielke

Weissensee ist eine Fernsehserie des Ersten Deutschen Fernsehens (Das Erste). Die Serie schildert das Schicksal der Familien Kupfer und Hausmann in Ost-Berlin in den Jahren 1980 (1. Staffel) und 1987 (2. Staffel), vom Zeitpunkt des Mauerfalls bis Januar 1990 (3. Staffel) sowie zur Zeit der Einführung der D-Mark usw. im Juni 1990 (4. Staffel). Schauplatz ist überwiegend der Ortsteil Weißensee im heutigen Ost-Berliner Bezirk Pankow.
Die aus je sechs Einzelepisoden bestehenden Staffeln wurden jeweils ab dem 14. September 2010, dem 17. September 2013, dem 29. September 2015 sowie dem 8. Mai 2018 im Abendprogramm von Das Erste ausgestrahlt. Schöpferin ist Annette Hess, Regie führte Friedemann Fromm, der ab der zweiten Staffel auch als Autor mitwirkte. Wissenschaftlich beraten wird die Serie von dem Historiker Ilko-Sascha Kowalczuk, Experte für die Aufarbeitung der Geschichte der SED (Sozialistische Einheitspartei Deutschlands). Dies ist allerdings erst seit der 2. Staffel jeweils dem Abspann zu entnehmen.

## Handlung

### Staffel 1
Die Serie handelt vom Leben der sehr unterschiedlichen Familien Kupfer und Hausmann und beginnt im Jahr 1980 in Ost-Berlin, im gleichnamigen Bezirk, auch wenn die Schreibweise in der Serie davon etwas abweicht. Dass es sich um den ehemaligen Ost-Berliner Bezirk Berlin-Weißensee handeln muss, wird in den Staffeln anhand der räumlichen Nähe zu und den Handlungen in den Nachbarbezirken Prenzlauer Berg und Pankow deutlich. Vater Hans und Sohn Falk Kupfer arbeiten im Ministerium für Staatssicherheit (MfS), Falks Bruder Martin bei der Volkspolizei. Dunja Hausmann dagegen singt kritische Lieder gegen die Staatsmacht und hofft, ihre Tochter Julia zu einem freien Geist erzogen zu haben. Martin Kupfer und Julia Hausmann lernen sich bei einer Verkehrskontrolle kennen. Als sie sich ineinander verlieben, bereitet dies beiden Familien Probleme.
Hans wird im Laufe der ersten Staffel menschlicher, sein Sohn Falk hat dafür kein Verständnis und intrigiert gegen alle, um sich Vorteile im MfS zu verschaffen. Hans und Dunja hatten vor Jahrzehnten eine Beziehung und später eine Affäre, seitdem „beschützt“ Hans Dunja vor Bespitzelungen seiner Behörde. Doch der Fall wird ihm entzogen und Falk zugeteilt.

### Staffel 2
Die zweite Staffel spielt im Jahr 1987. Es sind sechs Jahre vergangen, seit die schwangere Julia wegen Landesverrats inhaftiert wurde. Ihr neugeborenes Baby hat sie verloren, Martin nicht wiedergesehen. Ihre Mutter Dunja arbeitet, um ihr zu helfen, mit der Stasi zusammen. Martin ist aufgrund der Beziehungen seines Vaters Hans das Gefängnis erspart geblieben, er hat aber mit seiner Familie gebrochen und tut alles, um Julia wiederzusehen. Der ehemalige Volkspolizist arbeitet inzwischen als Tischler. Vater Hans setzt sich als Sympathisant des Reformkurses Gorbatschows für Reformen in der Stasi ein, wodurch es zu Konflikten mit seiner Frau Marlene und seinem älteren Sohn Falk kommt, der als Stasi-Offizier an seinem harten Kurs gegen Regimegegner festhält.
Wieder frei, kann Julia, von der Haft traumatisiert, die Liebe zu Martin erst langsam wieder zulassen. Durch Zufall erkennt sie während ihrer Arbeit in einer Wäscherei die Ärztin Dr. Maiwald, die die Geburt ihrer Tochter Anna sechs Jahre zuvor begleitet hatte. Auf das Kind angesprochen, teilt Frau Dr. Maiwald ihr mit, dass der Säugling nach der Geburt lebensfähig war. In Julia keimt der Verdacht auf, dass der Tod ihres Kindes nur vorgetäuscht worden sein könnte. Dr. Maiwald verweigert jedoch aus Angst vor der Staatssicherheit weitere Auskünfte. Die weiteren Recherchen des Paares zu den Todesumständen seines Kindes im Standesamt verlaufen ergebnislos. Als Julia Dr. Maiwald vor der Klinik abfängt, folgt sie dieser bis zu ihrer Wohnung, um eine Aussage zu erzwingen. Frau Dr. Maiwald verweigert diese jedoch weiterhin. Die Ärztin informiert Falk Kupfer, der Julia vor dem Haus abfängt. Nach einer heftigen Streiterei zwischen den beiden rennt Julia vor Kupfer weg und wird dabei von einem LKW angefahren und schwer verletzt. Im Krankenhaus stirbt sie.
Nach dem Tod Julias bricht für Martin und Dunja eine Welt zusammen. Da Martin in der Gartenlaube ständig intensiv an Julia erinnert wird und er diese tiefen Emotionen nicht länger in diesem Ausmaß ertragen kann, zündet er die gemeinsame Gartenlaube an. Dunja ertränkt derweil ihren Kummer in Alkohol. Auf Julias Beerdigung kommt es zum Eklat, als zwei Mitarbeiter der Staatssicherheit die Anwesenden fotografieren. Die Sache eskaliert, als Martin einen der Stasi-Mitarbeiter niederschlägt. Sein Vater Hans steht ihm dabei zur Seite. Gemeinsam können die beiden die Informanten vertreiben. Inzwischen zwingt Falk seine Frau Vera, die oppositionelle Gruppe um Robert Wolff als Spitzel auszukundschaften. Vera ist jedoch nicht dazu bereit und nimmt sogar verbotenerweise an einer Fahrraddemonstration teil. Als die Demonstration von Angehörigen der Staatssicherheit und der Volkspolizei gewaltsam aufgelöst wird, kann Vera ihre Identität nur durch das beherzte Eingreifen von Robert bewahren. Gemeinsam flüchten sie. Auf ihrer Flucht kommen sich beide näher.
Am Ende der zweiten Staffel findet Hans heraus, dass sein Sohn Falk es arrangiert hat, dass Julias Tochter ihr gegenüber für tot erklärt wurde, verschweigt dies aber vor Martin. Martin sieht seine glücklich wirkende Tochter auf einem Spielplatz. Vera trennt sich von Falk.

### Staffel 3
Die Handlung der dritten Staffel beginnt mit dem 9. November 1989 – dem Tag des Falls der Berliner Mauer – und reicht bis zur Stürmung der Stasizentrale im Januar des Folgejahres.
In vielen Lebensbereichen hat sich in der DDR die Situation 1989 stark verändert. Viele Menschen suchen einen Weg aus der DDR über Ungarn oder über die Botschaft in Prag. Bürgerrechtsbewegungen haben großen Zulauf, es kommt immer häufiger zu öffentlichen Protesten. Katja Wiese, eine freie Journalistin aus Westberlin, möchte eine Reportage über die Menschen in Ost-Berlin machen und reist deshalb in den Ostteil der Stadt. Falk sieht im Pfarrer Robert Wolff einen Anführer der Protestbewegung und lässt ihn verhaften. Die Verhaftung wird zufällig von Katja Wiese fotografiert. In Ost-Berlin begegnet sie auch Martin, als der auf dem Weg zu einer anderen Tischlerei ist, um durch ein Tauschgeschäft den Stillstand in der eigenen Tischlerei zu beenden. Dabei findet er den Terminplaner der Journalistin und bringt diesen in der Nacht des Mauerfalls persönlich bei Katja vorbei. Beide kommen sich näher und Katja unterstützt ihn in den folgenden Wochen bei der Suche nach seiner Tochter.
Pfarrer Robert Wolff kommt im Zuge einer Vernehmung durch die Stasi gewaltsam zu Tode. Auf Nachfrage streitet Falk ab, dass es eine Verhaftung gab und dass die Stasi etwas mit dem Verschwinden zu tun hätte. Martin schafft es, die Adresse der Pflegefamilie seiner vermeintlichen Tochter ausfindig zu machen, und versucht Kontakt zu ihr aufzunehmen, was ihm durch einen Unfall beim Schlittschuhlaufen gelingt. Als er bei einem Treffen seinen Verdacht äußert und einen Vaterschaftstest fordert, wird der Kontakt abgebrochen. Dunja, die sich inzwischen in der Bürgerrechtsbewegung engagiert, hat Angst, dass ihre Stasi-Vergangenheit bekannt wird, und bittet Hans Kupfer, ihre Akte zu besorgen. Obwohl das gelingt, wird ein ausführlicher Artikel über Dunja und ihre Stasi-Vergangenheit veröffentlicht. Bei der Suche nach dem Verantwortlichen dafür stößt die Journalistin Katja Wiese, unter deren Kürzel und mit deren Bildmaterial der Artikel veröffentlicht wurde, auf einen Herrn eines westlichen Geheimdienstes. Dieser Herr nimmt auch Kontakt zu Falk Kupfer auf und offenbart sich als ein ehemaliger politischer Gefangener der Stasi.
Im Laufe der Wochen wird die Lage immer unübersichtlicher. Die Staatssicherheit wird umbenannt und viele Mitarbeiter werden entlassen, was einige zu verzweifelten Handlungen treibt. Lisa Grambow, die Tochter von Martin Kupfer aus dessen erster Beziehung, ist inzwischen 18 Jahre alt, von zu Hause abgehauen und will als Model im Westen durchstarten. Die Bürgerrechtsbewegung arbeitet auch ohne Pfarrer Wolff weiter und erfährt trotz einer geschickten Verschleierungskampagne, dass die Stasi hinter dem Verschwinden von Robert Wolff steckt. Die Gruppe engagiert sich trotz allem beim Runden Tisch. Erschwert wird die Arbeit der Gruppe dadurch, dass auch in der Bürgerrechtsbewegung ein IM der Stasi ist, der versucht, die Gruppe zu spalten. Letztendlich schafft es Martin Kupfer doch noch zu beweisen, dass es sich um seine leibliche Tochter handelt. Bei der Stürmung der Stasi-Zentrale kommt es zu einer emotionalen Begegnung zwischen Falk und Martin Kupfer. Am Ende richtet Dunja Hausmann eine Waffe auf Falk Kupfer.

### Staffel 4
Die vierte Staffel beginnt im ersten Jahr nach der Wende. Alle Beteiligten haben gewaltige Veränderungen in ihrem persönlichen Bereich erlebt. Während einige sich in der Selbständigkeit versuchen, ist Martin Kupfer inzwischen der Chef in der Tischlerei und versucht diese über die Treuhand zu retten und die Arbeitsplätze zu erhalten. Ein vermeintlicher Investor aus dem Westen will ihn dabei unterstützen und berät ihn zu einigen Handlungen. Es stellt sich aber heraus, dass es ein Betrüger war, der sich mit dem Sanierungsgeld aus dem Staub gemacht hat. Lisa Grambow ist im Modelbusiness in falsche Gesellschaft geraten und wird von Martin Kupfer und Katja Wiese gerettet. Falk Kupfer ist querschnittsgelähmt, seit Dunja Hausmann auf ihn geschossen hat. In der Reha lernt er eine Therapeutin näher kennen. Der ehemalige Stasi-General Gaucke hat durch seine Beziehungen und Seilschaften schnelles Geld gemacht und versucht mit Hilfe von Marlene Kupfer Geld der ehemaligen SED heimlich zu unterschlagen.

## Veröffentlichung
Die erste Staffel der Serie wurde zwischen dem 14. September und dem 19. Oktober 2010 jeweils dienstags um 20:15 Uhr im Abendprogramm von Das Erste ausgestrahlt. Aufgrund guter Quoten wurden kurz nach der Ausstrahlung der ersten Staffel sechs weitere Episoden bestellt, die ab September 2011 bis Sommer 2012 gedreht und bereits vor der Ausstrahlung vom 17. September bis 22. Oktober 2013 im März 2013 auf DVD und Blu-ray, und im September 2013 auf Blu-ray veröffentlicht wurden. Noch vor Ausstrahlung der zweiten Staffel begann Ende Juli 2013 die Planung der Dreharbeiten einer dritten Staffel mit sechs Episoden. Die Produktion dieser Episoden erfolgte im Herbst 2014, die Ausstrahlung begann am 29. September 2015 und endete am 1. Oktober 2015. Am 14. Januar 2016 gaben die Produktionsfirma Ziegler Film und die ARD bekannt, dass es eine 4. Staffel mit 6 Episoden geben werde, allerdings ohne Annette Hess. Die DVD und Blu-ray zur 3. Staffel wurde am 2. Oktober 2015 und zur 4. Staffel am 9. Mai 2018 veröffentlicht.
Die Serie lief mit ebenfalls großem Erfolg in Italien und Russland, eine Ausstrahlung im portugiesischen Sender RTP fand 2018 unter dem Titel Amor em Berlim (Liebe in Berlin) statt.

## Episodenliste

### Staffel 1
Die Erstausstrahlung der ersten Staffel erfolgte vom 14. September bis zum 19. Oktober 2010.
| Nr. (gesamt) | Nr. (Staffel) | Episodentitel          | Erstausstrahlung   |
| ------------ | ------------- | ---------------------- | ------------------ |
| 1            | 1             | Operation Juninacht    | 14. September 2010 |
| 2            | 2             | Die verlorene Tochter  | 21. September 2010 |
| 3            | 3             | Alles für die Liebe    | 28. September 2010 |
| 4            | 4             | Eine alte Leidenschaft | 5. Oktober 2010    |
| 5            | 5             | Das Konzert            | 12. Oktober 2010   |
| 6            | 6             | Am Ende des Tages      | 19. Oktober 2010   |

### Staffel 2
Die Erstausstrahlung der zweiten Staffel erfolgte vom 17. September bis zum 22. Oktober 2013.
| Nr. (gesamt) | Nr. (Staffel) | Episodentitel                 | Erstausstrahlung   |
| ------------ | ------------- | ----------------------------- | ------------------ |
| 7            | 1             | Der verlorene Sohn            | 17. September 2013 |
| 8            | 2             | Die Rückkehr                  | 24. September 2013 |
| 9            | 3             | Julia                         | 1. Oktober 2013    |
| 10           | 4             | Liebe ist stärker als der Tod | 8. Oktober 2013    |
| 11           | 5             | Der Überfall                  | 15. Oktober 2013   |
| 12           | 6             | Morgenluft                    | 22. Oktober 2013   |

Zu dieser Staffel wurde auch eine Audiodeskription für Blinde und Sehbehinderte produziert.

### Staffel 3
Die dritte Staffel wurde erstmals vom 29. September bis zum 1. Oktober 2015 in drei Doppelepisoden ausgestrahlt.
| Nr. (gesamt) | Nr. (Staffel) | Episodentitel          | Erstausstrahlung   |
| ------------ | ------------- | ---------------------- | ------------------ |
| 13           | 1             | Eine Nacht im November | 29. September 2015 |
| 14           | 2             | Ein neues Leben        | 29. September 2015 |
| 15           | 3             | Einer von uns          | 30. September 2015 |
| 16           | 4             | Der Amerikaner         | 30. September 2015 |
| 17           | 5             | Am Abgrund             | 1. Oktober 2015    |
| 18           | 6             | Kaltes Herz            | 1. Oktober 2015    |

### Staffel 4
Die vierte Staffel wurde vom 8. bis zum 10. Mai 2018 in drei Doppelepisoden ausgestrahlt.
| Nr. (gesamt) | Nr. (Staffel) | Episodentitel     | Erstausstrahlung |
| ------------ | ------------- | ----------------- | ---------------- |
| 19           | 1             | Alte Wunden       | 8. Mai 2018      |
| 20           | 2             | Geister           | 8. Mai 2018      |
| 21           | 3             | Der erste Stein   | 9. Mai 2018      |
| 22           | 4             | Blühendes Land    | 9. Mai 2018      |
| 23           | 5             | Geliehenes Glück  | 10. Mai 2018     |
| 24           | 6             | Am Ende des Tages | 10. Mai 2018     |

## Besetzung

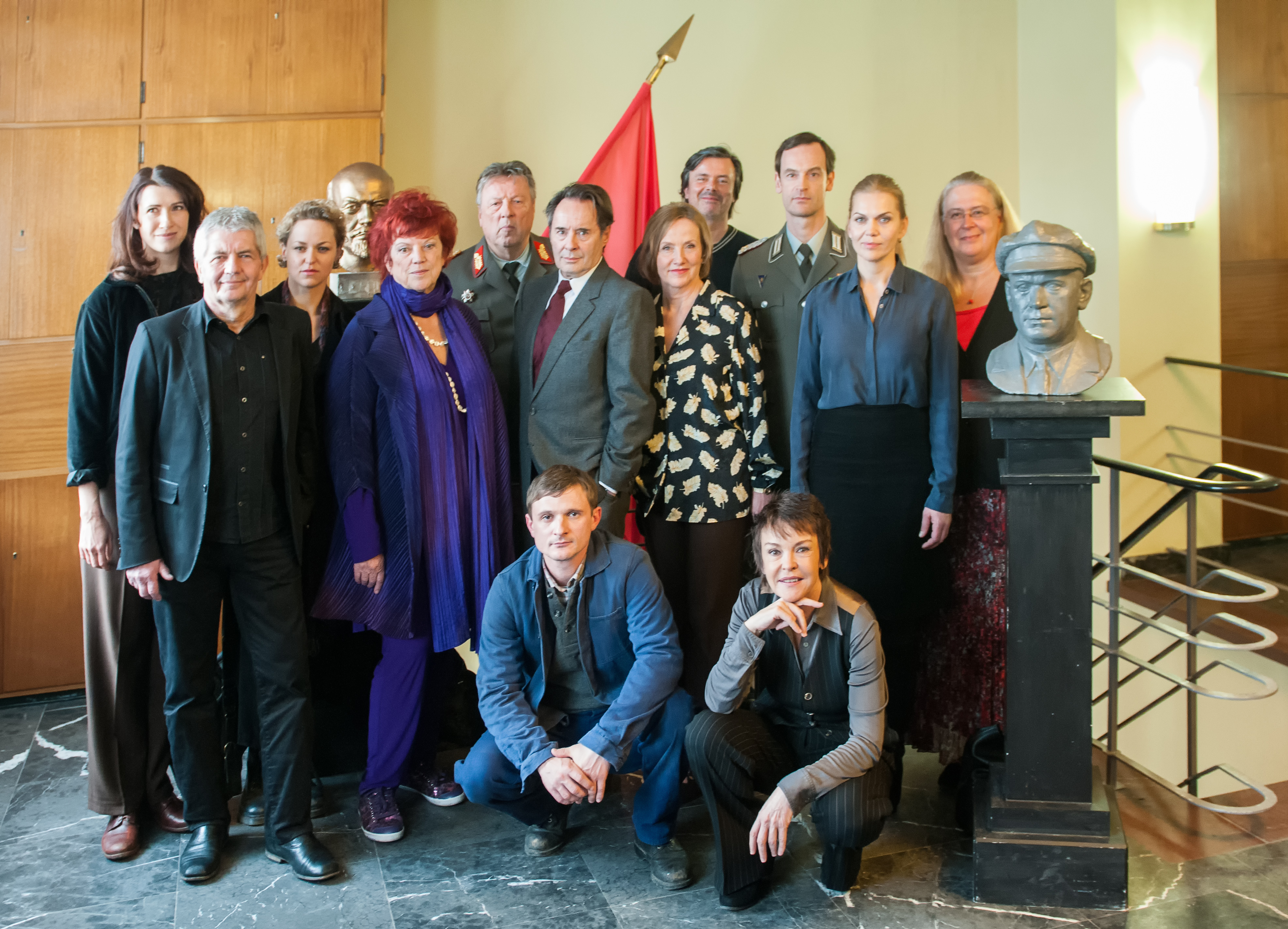
Darsteller, Produzenten und Regisseur mit Roland Jahn (2. v. l.) am Set in der Stasizentrale Normannenstraße (heute Forschungs- und Gedenkstätte Normannenstraße)

### Hauptdarsteller
Sortiert nach der Reihenfolge des Einstiegs.
| Schauspieler      | Rolle                | Episoden | Zeitraum  |
| ----------------- | -------------------- | -------- | --------- |
| Florian Lukas     | Martin Kupfer        | 01–24    | 2010–2018 |
| Stephan Grossmann | Heinz Peter Goerlitz | 01–24    | 2010–2018 |
| Uwe Kockisch      | Hans Kupfer          | 01–24    | 2010–2018 |
| Ruth Reinecke     | Marlene Kupfer       | 01–24    | 2010–2018 |
| Sven Lehmann      | Uwe Geifel           | 01–12    | 2010–2013 |
| Jonas Hämmerle    | Roman Kupfer #1      | 01–6     | 2010      |
| Hannah Herzsprung | Julia Hausmann †     | 01–10    | 2010–2013 |
| Katrin Sass       | Dunja Hausmann †     | 01–18    | 2010–2015 |
| Jörg Hartmann     | Falk Kupfer †        | 01–24    | 2010–2018 |
| Hansjürgen Hürrig | Günther Gaucke       | 01–24    | 2010–2018 |
| Anna Loos         | Vera Kupfer          | 02–24    | 2010–2018 |
| Ferdinand Lehmann | Roman Kupfer #2      | 07–24    | 2013–2018 |
| Lisa Wagner       | Katja Wiese          | 13–24    | 2015–2018 |

### Nebendarsteller
Sortiert nach der Reihenfolge des Einstiegs.
| Schauspieler        | Rolle                               | Episoden | Zeitraum  |
| ------------------- | ----------------------------------- | -------- | --------- |
| Chantal Hourticolon | Lisa Grambow #1                     | 01–4     | 2010      |
| Alma Leiberg        | Marion Grambow                      | 01–4     | 2010      |
| Christina Große     | Monika Schrader                     | 01–6     | 2010      |
| Bernhard Piesk      | Armin Prieß                         | 01–6     | 2010      |
| Günter Junghans     | Heinz Koweitz                       | 05–12    | 2010–2013 |
| Claudia Mehnert     | Nicole Henning                      | 08–24    | 2013–2018 |
| Ronald Zehrfeld     | Robert Wolff †                      | 08–14    | 2013–2015 |
| Max Hegewald        | Thomas Henning                      | 08–15    | 2013–2015 |
| Thomas Bading       | Frank Luchnik                       | 08–17    | 2013–2015 |
| Maja Brandau        | Sonja Kupfer, adopt. #1             | 09–18    | 2013–2015 |
| Arnd Klawitter      | Sven Fischer                        | 13–18    | 2015      |
| Michael Schenk      | Gerd Rothals                        | 13–18    | 2015      |
| Saskia Rosendahl    | Lisa Grambow #2                     | 15–24    | 2015–2018 |
| Oliver Breite       | Rainer Simkow                       | 15–18    | 2015      |
| Julia Brendler      | Maria Simkow                        | 15–18    | 2015      |
| Hedda Erlebach      | Elena Simkow alias Anna Hausmann #1 | 15–18    | 2015      |
| Ziva-Marie Faske    | Elena Simkow alias Anna Hausmann #2 | 19–24    | 2018      |
| Jördis Triebel      | Petra Zeiler                        | 19–24    | 2018      |
| Florian Stetter     | Bernd Krohnak                       | 19–24    | 2018      |
| Aram Tafreshian     | Maik Hüne                           | 19–24    | 2018      |
| Philine Steuer      | Sonja Kupfer #2                     | 19–24    | 2018      |

### Episodendarsteller
- Steffen Groth als Robert Schnyder (Episoden 1–2, 16–18)
- Judith von Radetzky als Sekretärin (Episoden 1, 3)
- Gitta Schweighöfer als Christine Jeroch (Episoden 1, 6)
- Volker Ranisch als Roland Einrauch (Episoden 1, 6)
- Laura Lo Zito als Gitta Görlitz (Episode 2)
- Anna Stieblich als Frau Sonneberg (Episode 3)
- Max Gertsch als Musikproduzent Klaus Meigold (Episoden 3–4)
- Heike Hanold-Lynch als Stasimitarbeiterin Erika Bergner (Episode 5)
- Melika Foroutan als Fluchthelferin Anne Schroth (Episode 7)
- Max Woelky als Student Römer (Episoden 7–9)
- Tim Wilde als Trainer Rainer Munke (Episode 7)
- Horst Günter Marx als Prof. Jürgen Holz (Episoden 7–8)
- Nina Franoszek als Eheberaterin Ute Dannowski (Episoden 8–9)
- Silke Matthias als Dr. Maiwald (Episoden 9–10)
- Joachim Paul als Dr. Hans Schmolke (Episoden 11–12, 17)
- Jürgen Heinrich als Generaloberst Horst Schöning (Episoden 13–16)
- Michael Kind als Wolfgang Kulisch † (Episoden 14–15)
- Marc Zwinz als Walter Hühne (Episoden 16, 18)
- Steffi Kühnert als Hebamme Johanna Wagner (Episode 17)

## Rezeption
„Knapp 5 Millionen Menschen haben die ersten beiden Staffeln gesehen“.
Rainer Tittelbach bewertet Weissensee mit 5,5 von 6 möglichen Sternen, bezeichnet sie als „Ausnahmeserie“ und schreibt zum Start der Wiederholung der zweiten Staffel:
„Auch in der Tonlage macht «Weißensee 2» also weiter wie bisher – handlungsintensiv, schicksalsträchtig, spannend und mit viel Mut zu existentiellen Emotionen, die allerdings noch weniger als in der ersten Staffel melodramatisch verpackt werden. Ein sorgfältiges Erzählen mit wohldosierten Spannungsmomenten und ausgeklügelten Ellipsen beteiligen quasi den Zuschauer aktiv mit an den Geschichten.“
Heike Kunert schreibt in der Zeit zum Beginn der 3. Staffel 2015: „Es sei gleich gesagt: Von der ersten bis zur letzten Sequenz ist diese Serie gelungen. Man möchte der ARD zurufen: Na also, geht doch! Die gute alte ARD kann tatsächlich sehenswerte Serien produzieren, ganz ohne Christine Neubauer. Man ist versucht, sich zu fragen, wann ihr so ein Meisterstück wie Weissensee das letzte Mal gelungen ist.“ und „Warum funktioniert Weissensee? Warum guckt man so gebannt, als würde einem nur noch die letzte Zahl zum Sechser bei der Lottoziehung fehlen? Weil es eine Serie ohne Trash und Gefühlsduselei ist, weil sie authentisch ist, weil sie Menschen zeigt, wie Menschen sind: moralisch ambivalent.“
Zur vierten Staffel schreibt Susanne Luerweg auf deutschlandfunk.de: „Währungsunion, Treuhand, Aktenöffnung, Spanien-Sehnsucht – zu viele Themen für sechs Folgen.“

## Auszeichnungen
- Preis der Autoren 2011 der Frankfurter Autorenstiftung für Annette Hess
- Nominierung für den Adolf-Grimme-Preis 2011
- Bambi 2010 in der Kategorie „Schauspielerin National“ an Hannah Herzsprung für ihre Rolle der Julia Hausmann
- Deutscher Fernsehpreis 2011 in den Kategorien „Beste Serie“ und „Bester Schauspieler“: Jörg Hartmann
- Deutscher Schauspielerpreis 2014 in der Kategorie „Bestes Ensemble in einer Fernsehserie“ Staffel 2
- Auszeichnung der Deutschen Akademie für Fernsehen 2014, Staffel 2, „Bestes Szenenbild“: Frank Godt
- Auszeichnung der Deutschen Akademie für Fernsehen 2014, Staffel 2, „Bestes Kostümbild“: Monika Hinz
- Adolf-Grimme-Preis 2016 in der Kategorie Spezial/Fiktion Staffel 3[17]

## Drehorte

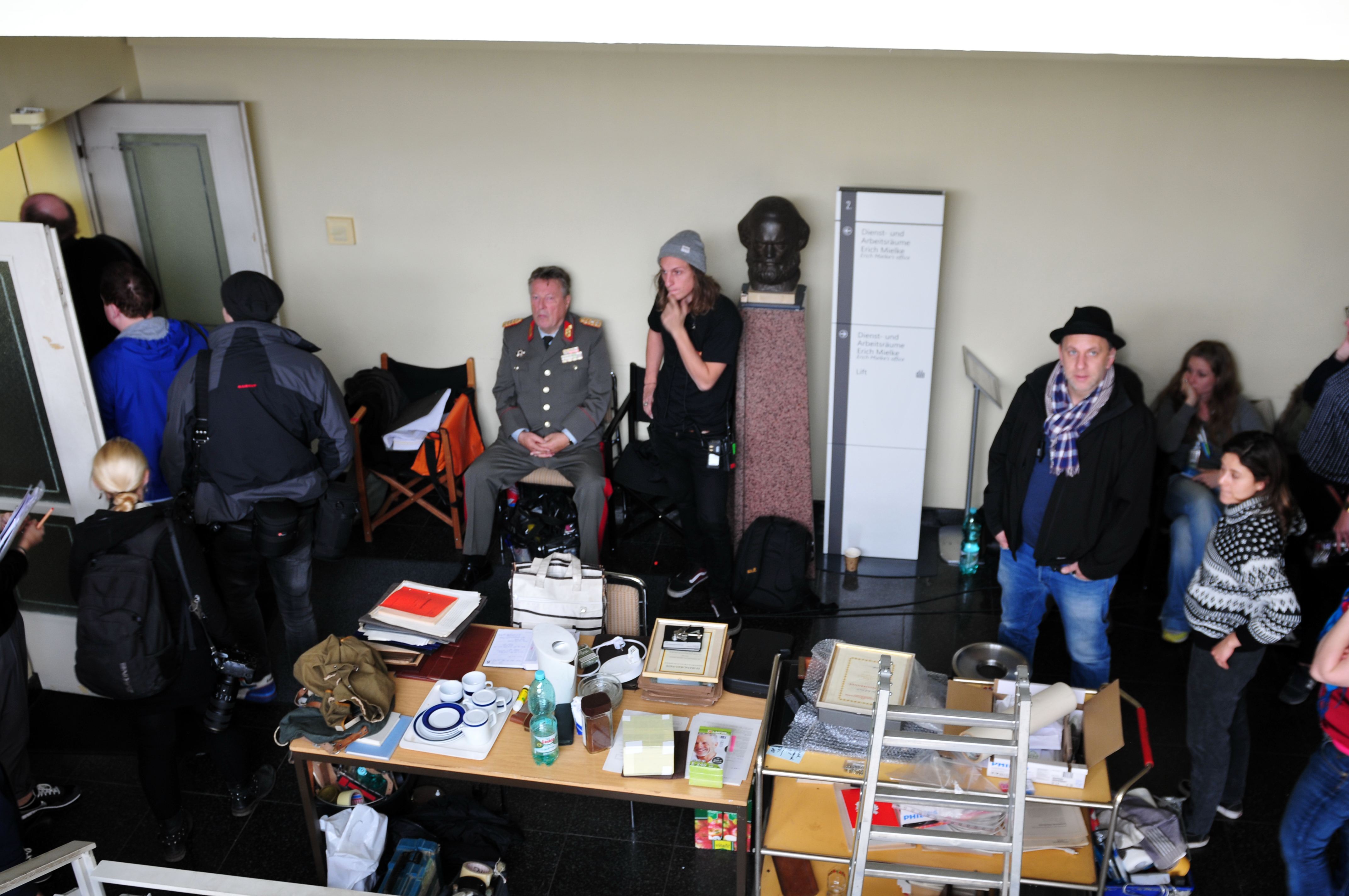
Schauspieler und Komparsen am Drehort Normannenstraße (Stasi-Zentrale)

Das Wohnhaus der Familie Kupfer befindet sich nicht in Berlin, sondern in Potsdam-Sacrow direkt an der Havel, die in diesem Bereich Grenzgewässer war, und wurde ursprünglich 1928/29 von Leo Nachtlicht für den Bankier Julius Perlis gebaut.

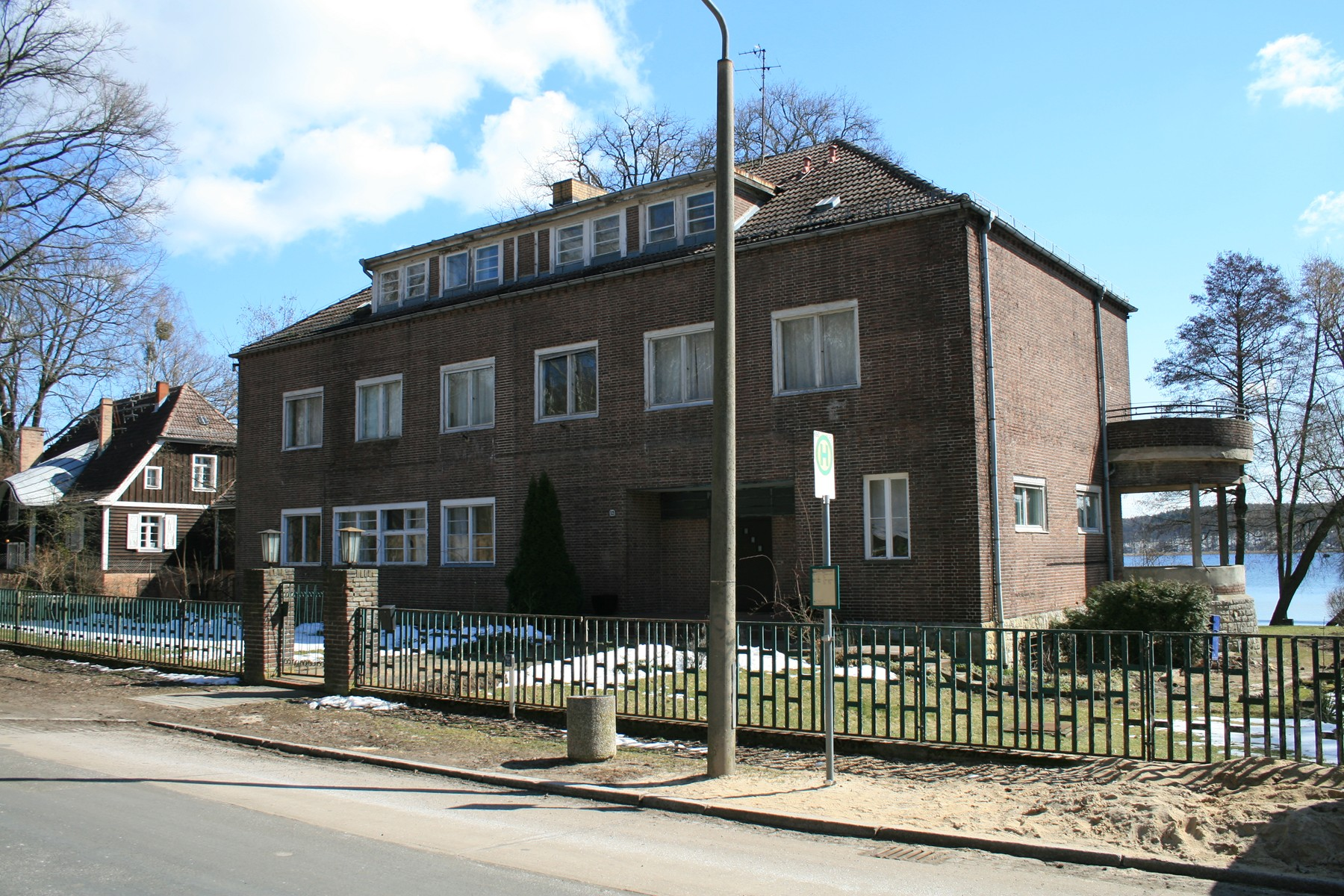
Villa Kupfer beziehungsweise Landhaus Perlis in Potsdam

In Episode 13 verlassen Martin und Roman Kupfer am Grenzübergang Bornholmer Straße (Bösebrücke) die DDR. Da die Bornholmer Straße mit der Bösebrücke eine wichtige Hauptverkehrsstraße ist, wurden die Aufnahmen an der nahegelegenen Swinemünder Brücke (sog. Millionenbrücke) gedreht.
Als Drehort der Kreuzkirche diente die Zwinglikirche in Berlin-Friedrichshain.
Weitere Drehorte waren unter anderem die ehemalige Zentrale der Stasi in der Normannenstraße in Berlin und die Schule am Plänterwald.